# Teenage Mutant Ninja Turtles: Mutant Mayhem
Teenage Mutant Ninja Turtles: Mutant Mayhem (Nederlandse titel: Ninja Turtles: Totale chaos)  is een Amerikaanse computergeanimeerde superheldenfilm uit 2023, geregisseerd door Jeff Rowe op basis van een scenario dat hij samen met Seth Rogen, Evan Goldberg, Dan Hernandez en Benji Samit schreef. Het is de zevende bioscoopfilm van Teenage Mutant Ninja Turtles en een reboot van de serie.

## Verhaal
Na jarenlang beschermd te zijn tegen de oppervlaktewereld in de riolen van New York, gaan de vier schildpadbroers Donatello, Michaelangelo, Leonardo en Raphael op zoek om geaccepteerd te worden als normale tieners door middel van heldendaden. Met de hulp van hun menselijke vriendin April O'Neil brengt de grootste uitdaging van de broers hen in het vizier van een mysterieus misdaadsyndicaat en een leger van mutanten.

## Stemverdeling
| Personage                                                           | Engelse stem        | Nederlandse stem   | Vlaamse stem           |
| ------------------------------------------------------------------- | ------------------- | ------------------ | ---------------------- |
| Leonardo                                                            | Nicolas Cantu       | Ridder van Kooten  | Thomas De Smet         |
| Donatello                                                           | Micah Abbey         | Siyabonga Tromp    | Henri Medard Nlandu    |
| Michelangelo                                                        | Shamon Brown jr.    | Igmar Felicia      | Fransisco Schuster     |
| Raphael                                                             | Brady Noon          | Sil van der Zwan   | Héritier Tipo          |
| April O'Neil                                                        | Ayo Edebiri         | Danique Graanoogst | Sali Haidara           |
| Splinter                                                            | Jackie Chan         | Jeroen Woe         | Govert Deploige        |
| Superfly                                                            | Ice Cube            | Maurits Delchot    | Saïd Boumazoughe       |
| Cynthia Utrom                                                       | Maya Rudolph        |                    | Isabelle Van Hecke     |
| Bebop                                                               | Seth Rogen          | Maarten Heijmans   | Flor Decleir           |
| Rocksteady                                                          | John Cena           |                    | Jenne Decleir          |
| Leatherhead                                                         | Rose Byrne          |                    | Flo Windey             |
| Mondo Gecko                                                         | Paul Rudd           |                    | Leonard Santos         |
| Wingnut                                                             | Natasia Demetriou   | Denise Aznam       | Jacotte Brokken        |
| Baxter Stockman                                                     | Giancarlo Esposito  | Jörgen Raymann     | Prince K. Appiah       |
| Ray Fillet                                                          | Post Malone         |                    | Thibault Christiaensen |
| Genghis Frog                                                        | Hannibal Buress     |                    | Pieter-Jan De Paepe    |
| Times Square Guy                                                    | Jimmy Donaldson     |                    |                        |
| Spider                                                              | Derek Wilson        |                    |                        |
| Bad Bernie                                                          | Michael Badalucco   |                    |                        |
| Bald Bronson                                                        | Dempsey Pappion     |                    |                        |
| Cab Driver                                                          | John Capodice       |                    |                        |
| TV Anchor                                                           | Andia Winslow       |                    |                        |
| News Anchor                                                         | Raechel Wong        |                    |                        |
| Normal Nate                                                         | David Faustino      |                    |                        |
| Toupee Tom / Police Officer                                         | Danny Mastrogiorgio |                    |                        |
| Responding Police Officer / Military Advisor                        | Noel Gibson         |                    |                        |
| Short Sharon                                                        | Myra Owyang         |                    |                        |
| Good Human                                                          | Kevin Eastman       |                    |                        |
| Bossy Goon / Scumbug                                                | Alex Hirsch         |                    |                        |
| Wants a Paycheck Goon / Chop Shop Boss / Ratatouille Guard          | Michael Rianda      |                    |                        |
| Man Who Thought a Giant Rat Was a Big Cat But It Was Actually a Rat | Bobby Wagner        |                    |                        |
| Gecko Goon                                                          | Greg Levitan        |                    |                        |
| Helpful Construction Worker                                         | Ilya Quinteros      |                    |                        |
| Sign My Baby Mom                                                    | Natalie Canizares   |                    |                        |
| Apologetic Goon                                                     | Kyler Spears        |                    |                        |
| Man Who Loves Being Young and Free to Go Places                     | Jeff Spowe          |                    |                        |

## Release
De film ging in première op 12 juni 2023 op het Festival international du film d'animation d'Annecy. De film werd in de Amerikaanse bioscoop uitgebracht op 2 augustus 2023 door Paramount Pictures.

## Ontvangst
Op Rotten Tomatoes heeft Teenage Mutant Ninja Turtles: Mutant Mayhem een waarde van 95% en een gemiddelde score van 7,60/10, gebaseerd op 96 recensies. Op Metacritic heeft de film een gemiddelde score van 74/100, gebaseerd op 36 recensies.